# Комплекс з виробництва добрив у Халдія (Indorama)
Комплекс з виробництва добрив у Халдія (Indorama) – підприємство індійської хімічної промисловості, що працює у штаті Західна Бенгалія.
Майданчик, що первісно належав компанії Hindustan Lever Limited, почав свою роботу у 1979 році із виробництва детергенту – трифосфату натрію. Технологія отримання цієї речовини потребувала фосфорної кислоти, яку отримують шляхом обробки фосфоритів сульфатною кислотою. Випуск фосфорної кислоти вели з 1980-го на лінії добовою потужністю 85 тон на добу.
З 1985-го завод розширив свою діяльність за рахунок випуску комплексного азотно-фосфорного добрива – діамонійфосфату. Крім того, шляхом домішування до нього хлориду калію могли випускати азотно-фосфорно-калійне добриво (NPK). В подальшому продукування добрив стало єдиним напрямком діяльності заводу.
На початку 2010-х майданчик міг щорічно продукувати 250 тисяч тон діамонійфосфату та 500 тисяч тон NPK. Крім того, існувала лінія суперфосфату потужністю 200 тисяч тон на рік.
Необхідну для обробки привізних фосфоритів (із отриманням фосфорної кислоти або суперфосфату) сульфатну кислоту продукують на самому майданчику на двох лініях сукупною продуктивністю 750 тон на добу, при цьому можлива реалізація надлишків – станом на початок 2010-х біля 100 тисяч тон на рік – стороннім покупцям. Крім того, з Марокко імпортують готову фосфорну кислоту. Також виробництво діамонійфосфату потребує аміаку.
З 2004 року завод викупила індійська компанія Tata Chemicals, яка у 2017-му продала його сінгапурській  Indorama.